# Базелевс
«Bazelevs» — кінокомпанія в Росії, що займається виробництвом художніх фільмів і рекламних роликів. Заснована 1994 року режисером Тимуром Бекмамбетовим.
2010 року створено власну компанію дистрибуції фільмів — Bazelevs Distribution.
У 2010 році Тимур заснувала дочірню компанію «Базелевс Іновації», яка розробляє програму «Кіномова» — програму перетворення тексту в анімацію.

## Історія

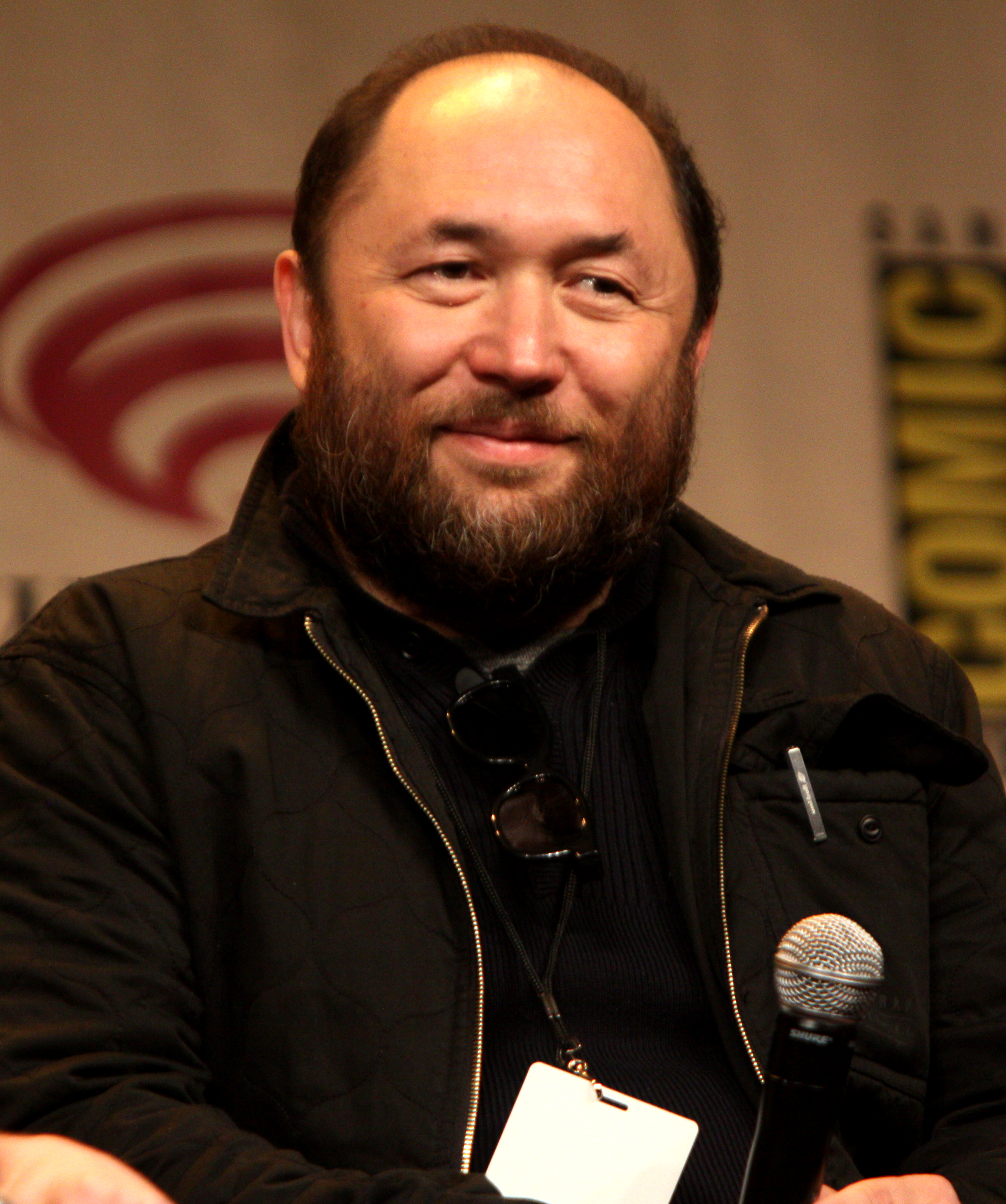
Засновник компанії Тимур Бекмамбетов

Компанія «Імперіал фільм» була створена після зйомок роликів для банку «Імперіал» Тимуром Бекмамбетовим. Кілька людей в маленькій кімнаті займалися зйомками рекламних роликів, серед яких «Золота бочка» («Треба частіше зустрічатися») і «Пепсі» (з Чичеріною). Знімалися і відеокліпи: «Чичеріної» і «Заборонених барабанщиків».
У 1994 році компанія змінює назву на «Bazelevs». Компанія починає ексклюзивно представляти в Росії декількох режисерів: Лео Габріадзе, Дмитро Кисельов, Йохім Бах.
Першим кінопроєктом став восьмисерійний художній фільм на замовлення РТР «Наші 90-ті», а другим — бойовик «Гладиатрикс», потім «ГАЗ — Російські машини. Дорога довжиною 70 років».
8 липня 2004 року вийшла «Нічна варта», а за два роки, 1 січня 2006 року — «Денна варта». Перша «Варта» стала найкасовішим фільмом року, зібравши 26 мільйонів доларів з шістьма мільйонами глядачів.
Після успіху цих картин продакшн-відділ компанії отримав «Особливо небезпечний» і «Red Stars» від «Універсальний» і «20 Century Fox».
У травні 2006 року відкривається представництво в Лос-Анджелесі.
У 2010 році створено прокатну компанію «Bazelevs Distribution».

## Етимологія назви
Назва компанії походить від грецького слова грец. Βασιλεύς (Басилевс) — так називалися античні правителі Афін, Македонія, Спарти та Візантії. В Мікенську епоху слово «басилевс» відносилося до нікому міфічного грифоноподобному суті, дуже мудрого і приносив удачу25[джерело?]. На Середньому Сході в цей період словом «базилевс» називають істоту, яка символізує мудрість та просвіту. Вважалося, що це істота з левиним тулубом і головою орла, страж золота.

## Нагороди
Компанія отримує нагороди російських і міжнародних рекламних і кінофестивалів:
- Фестиваль реклами Golden drum" (Словенія).
- Міжнародний фестиваль еротичної реклами «LEAF» (Португалія).
- Російська асоціація рекламних агентств: «Найкраща продакшн-компанія 2001 року».
- «25 каДР 2010»: дев'ять нагород у шести номінаціях.
- Конференція «Велике кіно. Нові технології російського кіновиробництва»: 2004 рік.
- «Кінокомпанія року» від компанії «РосКіноКонсалтинґ» та журналу Action.
- «Найкращий фантастичний фільм року» за фільм «Особливо небезпечний», 2009 рік.
- Фільм «9» отримав нагороду Гільдії Продюсерів Америки в номінації «Найкращий анімаційний фільм» у 2010 році.

## Рекламна діяльність
Компанія, крім кінематографічної діяльності, займається зйомкою реклами.

## Досягнення
У 2009 році фільм «Особливо небезпечний», отримав нагороду британського журналу Empire в номінації «Найкращий фантастичний фільм року».
У лютому 2011 фільм «Викрутаси» виробництва компанії отримав головний приз глядацьких симпатій — «Золота Тайга» на фестивалі дебютів в Ханти-Мансійську.
У 2011 компанія брала участь у виробництві фільму Бекмамбетова «Президент Лінкольн: Мисливець на вампірів». За роботу над ним Тимур 2012 року був удостоєний звання «Найкращий іноземний режисер року» на щорічній американській виставці кіноіндустрії CinemaCon.
Роботи Bazelevs удостоювалися нагород міжнародних і російських фестивалів реклами і кіно: Фестиваль фантастичних фільмів у Брюсселі, Міжнародний фестиваль у Х'юстоні, Фестиваль реклами країн нової Європи Golden Drum та інших.

## Критика
Разом з доволі вдалими роботами, на кшталт Нічної чи Денної варти, компанія все частіше випускає стрічки досить сумнівної якості: Джентльмени, удачі! або Іронія долі. Продовження. Остання, наприклад, була дуже вдалою фінансово, зібравши 55 млн доларів за кошторису в 5 млн, але отримала вкрай низьку оцінку кінокритиків на IMDB — 5.1 бал.

## Фільми виробництва компанії
- Нічна варта
- Денна варта
- Іронія долі. Продовження
- Особливо небезпечний
- 9
- Чорна блискавка
- Викрутаси
- Ялинки
- Аполон 18
- Ялинки 2
- Смішарики. Початок
- Фантом
- Президент Лінкольн: Мисливець на вампірів
- Джентльмени, удачі!
- Сніжна королева
- Снігова королева 2: Перезаморозка
- Аліса знає, що робити!
- Гра в правду
- Гірко!
- Ялинки 3
- Гірко! 2
- Ялинки 1914
- Прибрати з друзів
- Хардкор
- Найкращий день
- Він — дракон

## Кіномова
У грудні 2010 року на базі «Сколково» Тимуром Бекмамбетовим було створено компанію «Базелевс Інновації», яка отримала грант в 5 млн доларів. Основним продуктом компанії є «Кіномова» — програма, яка перетворює текст в анімацію
Програма поділяється на три складові технології:
1. Аналіз сценарію і переклад в спеціальний код у вигляді коротких описів дій, що виконуються певною системою (скрипт).
2. Пояснення віртуальним акторам, що їм робити.
3. Візуалізація моделей і декорацій.

Реліз програмного забезпечення відбувся 13 січня 2013 року. Кожному бажаючому на сайті проєкту пропонувалося написати сценарій для мультфільму про двох роботів, хоча їхні дії мали суворо обмежений список.

## Дистрибуція
З 2010 року була створена власна компанія дистрибуції фільмів — Bazelevs Distribution. Крім фільмів кінокомпанії дистриб'ютор прокатує фільми інших студій, серед них «Майор».